# Diadeemmeerkat
De diadeemmeerkat, blauwe meerkat of grijze meerkat (Cercopithecus mitis) is een soort van het geslacht echte meerkatten (Cercopithecus) en is blauwgrijs van kleur met zwarte ledematen die in de wouden van Oost- en Midden-Afrika leeft. Het sociaal systeem van deze soort lijkt waarschijnlijk op dat van de groene meerkatten.

## Uiterlijke kenmerken
De diadeemmeerkat is een meerkat met een lange staart, langer dan de rest van het lichaam. De dikke vacht is blauwig zwart van kleur. Over de rug, het gezicht en de achterpoten zitten verspreid in de vacht zilveren of grijzen haren. Ook hebben deze delen vaak een olijfgroene glans. De kruin, voorpoten en staartpunt zijn geheel zwart en de oren zijn zwart met een grijze rand. Over de wenkbrauwen loopt een band van stijf lichter haar, de "diadeem". De buik en borst zijn grijzig tot zwart van kleur. De staart is dun, breder naar de punt toe. De ogen zijn amberkleurig.

## Verspreiding en leefgebied
De diadeemmeerkat leeft in dichte regenwouden, waaronder in bergwouden tot op een hoogte van 3500 meter. Deze soort komt voor in Centraal- en Oost-Afrika, in het oosten van  Congo-Kinshasa, het Rwenzori-gebergte en in Oost-Afrika tot de Grote Slenk, en ten zuidoosten van de Kongostroom tot het Malawimeer. Geïsoleerde populaties leven in bergen in Oost-Afrika en Ethiopië en in Angola langs de Cuanzarivier.

## Leefwijze
De diadeemmeerkat is overdag actief. Hij waagt zich echter zelden in het zonlicht, en blijft meestal in de schaduw van het bladerendak verscholen. Hij zoekt in de bomen naar voedsel, soms ook op de bosbodem. Hij eet voornamelijk bladeren, bloemen, bessen, vruchten, en soms insecten, eieren en jonge vogeltjes.
De diadeemmeerkat leeft in troepen van ongeveer tien dieren, bestaande uit een dominant mannetje, enkele verwante vrouwtjes en hun jongen. Vrouwtjes blijven hun hele leven lang bij dezelfde groep, mannetjes worden uit de groep gejaagd zodra ze volwassen zijn.

## Taxonomie
- Soort: Cercopithecus mitis (Diadeemmeerkat)
  - Ondersoort: Cercopithecus mitis mitis – komt voor in het westen van Angola.
  - Ondersoort: Cercopithecus mitis albogularis (Witkeelmeerkat) – komt voor langs de zuidelijke kust van Kenia, het noordoosten van Tanzania en op Zanzibar.
  - Ondersoort: Cercopithecus mitis albotorquatus – komt voor langs de kust van Kenia en langs de Tana-rivier.
  - Ondersoort: Cercopithecus mitis boutourlinii – komt voor in het westen van Ethiopië.
  - Ondersoort: Cercopithecus mitis doggetti (Zilvermeerkat) – komt voor in Burundi, Rwanda, oostelijk Congo-Kinshasa, noordwestelijk Tanzania en het zuidwesten van Oeganda.
  - Ondersoort: Cercopithecus mitis erythrarchus – komt voor in Mozambique, zuidelijk Malawi, oostelijk Zimbabwe en het noordoosten van KwaZoeloe-Natal (Zuid-Afrika).
  - Ondersoort: Cercopithecus mitis heymansi – komt voor in het oosten van Congo-Kinshasa, tussen de Lomami-rivier en Lualaba-rivier.
  - Ondersoort: Cercopithecus mitis kandti (Gouden meerkat) – komt voor in de bergen van noordwestelijk Rwanda en oostelijk Congo-Kinshasa.
  - Ondersoort: Cercopithecus mitis kolbi – komt voor in de hooglanden van centraal Kenia.
  - Ondersoort: Cercopithecus mitis labiatus – komt voor in Zuid-Afrika en Swaziland.
  - Ondersoort: Cercopithecus mitis manyaraensis – komt voor rond het Manyarameer en Ngorongoro in Tanzania.
  - Ondersoort: Cercopithecus mitis moloneyi – komt voor in het zuidwesten van Tanzania, het noorden van Malawi en het oosten van Zambia.
  - Ondersoort: Cercopithecus mitis monoides – komt voor langs de kust van Tanzania, tot in het noorden van Mozambique.
  - Ondersoort: Cercopithecus mitis opisthostictus – komt voor in Katanga (Congo-Kinshasa), noordelijk Zambia en oostelijk Angola.
  - Ondersoort: Cercopithecus mitis stuhlmanni – komt voor in noordoostelijk Congo-Kinshasa, Oeganda, westelijk Kenia en Zuid-Soedan.
  -  Ondersoort: Cercopithecus mitis zammaranoi – komt voor in Somalië, langs de rivieren Jubba en Shebelle.

Een aantal ondersoorten, namelijk de witkeelmeerkat (Cercopithecus mitis albogularis), de zilvermeerkat (Cercopithecus mitis doggetti) en  de gouden meerkat (Cercopithecus mitis kandti), worden soms als aparte soorten van de blauwe meerkat beschouwd. Samen met de grote witneusmeerkat (Cercopithecus nictitans) vormt de diadeemmeerkat de nictitans-groep binnen het geslacht der echte meerkatten (Cercopithecus).